# 玛斯纳维

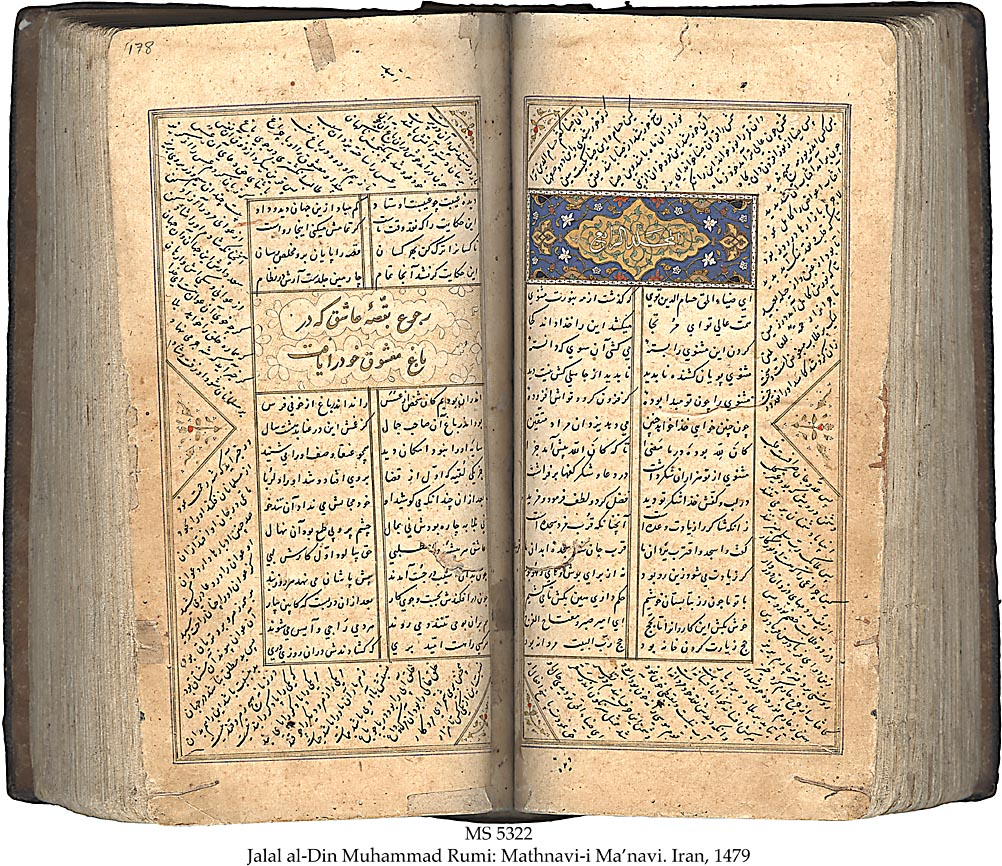
在1479年完成於設拉子的波斯語手稿，由 Hussain ibn Shaikh 'Ali 以謄抄體和波斯體書寫。

《瑪斯納維》（Masnavi、Mathnawi、Mathnavi 或 Masnavi-ye-Ma'navi，DMG：Mas̲navī-e maʻnavī），是魯米以波斯語寫成的一首長詩。這是一套由六本書構成的詩集，總計約25,000個詩句或50,000行。 《瑪斯納維》是蘇菲派最有影響力的作品之一，被譽為「波斯語的《古蘭經》」。 它是一個靈性文本，教導蘇菲派信徒如何真正的沉浸在與真主的愛之中。